# Mardekheh-ye Kūchek
Mardekheh-ye Kūchek är en ort i Iran.   Den ligger i provinsen Gilan, i den nordvästra delen av landet, 250 km nordväst om huvudstaden Teheran. Mardekheh-ye Kūchek ligger 1 meter över havet och antalet invånare är 197.
Terrängen runt Mardekheh-ye Kūchek är platt.Runt Mardekheh-ye Kūchek är det ganska tätbefolkat, med 111 invånare per kvadratkilometer. Närmaste större samhälle är Rasht, 17,9 km öster om Mardekheh-ye Kūchek. Trakten runt Mardekheh-ye Kūchek består till största delen av jordbruksmark.